# Ulrich Matthes
Ulrich Matthes (Berlino Est, 9 maggio 1959) è un attore e doppiatore tedesco.

## Biografia
Ulrich Matthes nasce a Berlino e studia presso l'Evangelisches Gymnasium zum Grauen Kloster. Inizia a dedicarsi alla recitazione nei primi anni ottanta. È noto al pubblico internazionale per la sua partecipazione al film del 2004 La caduta - Gli ultimi giorni di Hitler (Der Untergang), in cui interpreta Joseph Goebbels. Ha ricevuto molti riconoscimenti in Germania per le sue opere scritte.

## Filmografia parziale

### Cinema
- La caduta - Gli ultimi giorni di Hitler (Der Untergang), regia di Oliver Hirschbiegel (2004)
- Der neunte Tag, regia di Volker Schlöndorff (2004)
- La Mer à l'aube, regia di Volker Schlöndorff (2011)
- Kunduz: The incident at Hadji Ghafur, regia di Stefan e Simona Gieren (2012)
- La vita nascosta - Hidden Life (A Hidden Life), regia di Terrence Malick (2019)
- Storia di mia moglie (A feleségem története), regia di Ildikó Enyedi (2021)
- Monaco - Sull'orlo della guerra (Munich – The Edge of War), regia di Christian Schwochow (2021)

### Televisione
- L'ispettore Derrick – serie TV, 4 episodi (1987-1997)
- Polizeiruf 110 – serie TV, episodi 26x08-28x03 (1997-1999)
- Un caso per due – serie TV, episodio 20x07 (2000)
- Metropolitan Police – serie TV, episodi 24x79-24x80 (2008)
- Squadra speciale Lipsia (SOKO Leipzig) – serie TV, episodio 9x10 (2009)
- Tatort – serie TV, 2 episodi (2011-2014)
- Das Boot – serie TV, episodio 2x08 (2020)

## Doppiatori italiani
Nelle versioni in italiano delle opere in cui ha recitato, Ulrich Matthes è stato doppiato da:
- Roberto Pedicini in La caduta - Gli ultimi giorni di Hitler
- Massimo Lodolo ne L'ispettore Derrick (ep. 24x01)
- Fabrizio Temperini in Das Boot

## Riconoscimenti
- 1985 Förderpreis für Literatur der Landeshauptstadt Düsseldorf* [1]